# Nokia N95
Nokia N95 – model telefonu komórkowego  firmy Nokia.

## Dane techniczne

### Częstotliwości
- WCDMA 2100
- EGSM 900
- GSM 850/1800/1900
- automatyczne przełączanie między zakresami oraz trybami

### Wymiary
- wysokość: 99 mm
- szerokość: 53 mm
- grubość (głębokość): maks. 21 mm
- objętość: 90 cm³
- masa: 120 g

### Pamięć telefonu
- pamięć wewnętrzna: ok. 160 MB lub 8 GB (zależy od wersji)
- możliwość rozszerzenia kartami pamięci microSD do 32 GB

### Wyświetlacz
- przekątna 2,6 cala lub 2,8 cala (zależy od wersji)
- TFT
- rozdzielczość 240x320 px (QVGA)
- czujnik natężenia oświetlenia
- 24 bity, 16 milionów kolorów

### Aparat
- soczewki Carl Zeiss Tessar
- rozdzielczość zdjęć: 5 MP (2592x1944 px)
- format zdjęć: JPEG z EXIF
- autofocus
- regulacja bieli: auto, słońce, pochmurne, błyszczące, fluorecencyjne
- odcienie barw: normalne, sepia, negatyw, czarno-białe, nocne
- zoom cyfrowy do 20x, przy 5 MP do 6x
- lampa błyskowa, działająca w trybach: auto, wł., wył., redukcja czerwonych oczu.
- przedni aparat: 352x288 (CIF)

### Wideo
- wideo w formacie MPEG-4
- rozdzielczość filmów: 640x480 px (VGA)
- 30 klatek na sekundę
- stereofoniczne głośniki i mikrofon
- stabilizacja filmu cyfrowego
- długość jednego klipu wideo do 1 h
- format filmów: mp4 (jako domyślny), 3gp (do MMS)
- sceneria: auto/noc
- regulacja bieli oraz odcienie barw: tak samo jak w przypadku zdjęć
- zoom cyfrowy do 10x, przy VGA do 4x

### Muzyka
- odtwarzacz cyfrowy obsługuje formaty: MP3, AAC, AAC+, eAAC+, WMA, M4A
- dodatkowo: WAV, LPCM, FLAC, APE/MAC, AC3, OGG za pomocą aplikacji FolderPlay 1.8
- wbudowany zestaw głośnomówiący
- stereofoniczne radio FM

### Nawigacja satelitarnaGPS
- wbudowany moduł GPS SiRF Star III
- aplikacja lokalizacyjna Nokia Maps
- dostępny jest także AGPS w Software v12.0.013 i w górę

### Dodatkowe funkcje
- WLAN, UPnP
- PIM
- Symbian S60 v3 Feature Pack 1 (FP 1)
- dedykowane klawisze multimedialne
- wybieranie i komendy głosowe
- dyktafon
- dzwonki mp3, mid, oraz głosowe
- wiadomości SMS oraz MMS(do 300Kb w zależności od sieci)
- słownik T9
- aplikacje JAVA, gry, obsługa Nokia N-Gage 2.0
- Visual Radio
- klient poczty e-mail, kompatybilny ze sprzedawaną oddzielnie klawiaturą bezprzewodową Nokia
- przeglądarka internetowa Nokia z minimapą
- możliwość odtwarzania muzyki, filmów oraz wyświetlania zdjęć na sprzęcie multimedialnym: komputerze, kompatybilnym odbiorniku TV, oraz wieży stereo
- odtwarzacz RealPlayer Media Player
- akcelerator graficzny PowerVR MBX™ obsługujący standard OpenGL ES® 1.1

Dodatkowo  Nokia N95 ma wbudowany akcelerometr, N95 jest czuła na wszelkiego rodzaju ruch. Funkcja ta nie jest oficjalnie podana w cechach telefonu, wykorzystywana jest ona do tego aby zdjęcia robione w różnych pozycjach telefonu wyświetlane były zawsze poprawnie w galerii podczas przeglądania. Dodatek ten posiadają również inne telefony marki Nokia oraz wiele innych telefonów.

### W zestawie
- Nokia N95
- kabel do połączeń wideo Nokia CA-75U
- kabel do przesyłania danych DKE-2
- stereofoniczny zestaw słuchawkowy HS-45, AD-43
- bateria Nokia BL-5F Li-ion
- ładowarka podróżna Nokia AC-5

### Bateria
- Nokia (BL-5F) 950mAH Li-ion do 160 min (WCDMA)
- czas rozmów: do 240 min (GSM)
- czas czuwania: do 225 godz. (GSM) do 200 godz. (WCDMA)

### Porównanie wersji
Tabela pokazuje tylko funkcje, które różnią się pomiędzy wersjami N95. Główną różnicą pomiędzy europejską i amerykańską wersją N95 jest brak kompatybilności 3G. W przypadku amerykańskiej wersji (N95-3 czy N95-4) oznacza to brak możliwości używania technologii 3G w Europie i na odwrót.
(Szczegóły zamieszczone w większości pochodzą z

).
| Model                       | N95 (N95-1)    | N95 8 GB (N95-2) | N95 NAM (N95-3) | N95 8 GB NAM (N95-4) | N95 CHINA (N95-5) | N95 8 GB CHINA (N95-6) |
| --------------------------- | -------------- | ---------------- | --------------- | -------------------- | ----------------- | ---------------------- |
| Nazwa zewnętrzna            | RM-159         | RM-320           | RM-160          | RM-421               | RM-245            | RM-321                 |
| Dystrybucja                 | Europa         | Europa           | Ameryka         | Ameryka              | Chiny             | Chiny                  |
| Premiera                    | Marzec 2007    | Sierpień 2007    | Listopad 2007   | Styczeń 2008         | Luty 2008         | Luty 2008              |
| częstotliwość WCDMA         | 2100 MHz       | 2100 MHz         | 850/1900 MHz    | 850/1900 MHz         | brak              | brak                   |
| WLAN                        | tak            | tak              | tak             | tak                  | nie               | nie                    |
| Pamięć RAM                  | 64 MB          | 128 MB           | 128 MB          | 128 MB               | 128 MB            | 128 MB                 |
| Pamięć wewnętrzna           | 160 MB         | 8 GB             | 160 MB          | 8 GB                 | 160 MB            | 8 GB                   |
| Czytnik kart                | micro SD/SDHC  | brak             | micro SD/SDHC   | brak                 | micro SD/SDHC     | brak                   |
| Bateria                     | 950 mAh        | 1200 mAh         | 1200 mAh        | 1200 mAh             | 1200 mAh          | 1200 mAh               |
| Czas rozmowy (maksymalny)   | 4 godz.        | 5 godz.          | 5 godz.         | 5 godz.              | 5 godz.           | 5 godz.                |
| Czas gotowości (maksymalny) | 9.3 dni        | 11.6 dni         | 12 dni          | 12 dni               | 10.5 dni          | 12 dni                 |
| Ekran                       | przekątna 2.6" | przekątna 2.8"   | przekątna 2.6"  | przekątna 2.8"       | przekątna 2.6"    | przekątna 2.8"         |
| Waga                        | 120 g          | 128 g            | 124 g           | 128 g                | 124 g             | 128 g                  |
| Pokrywa kamery              | tak            | nie              | nie             | nie                  | nie               | nie                    |